# Habitat for Humanity
Habitat for Humanity International (HFHI), зазвичай відоме як Habitat for Humanity або просто Habitat, — це американська неприбуткова (звільнена від оподаткування відповідно до розділу 501(c)(3) Розділу 26 Кодексу США) християнська неурядова організація, яка займається будівництвом доступного житла. Міжнародна операційна штаб-квартира розташована в Америкусі, штат Джорджія, США, тоді як адміністративна штаб-квартира знаходиться в Атланті Станом на 2023 рік Habitat for Humanity працює у понад 70 країнах.
Згідно з рейтингом Forbes, у 2024 році організація посіла 7-му сходинку в США серед найбільших благодійних організацій ($2025 млн приватних пожертвувань).
Habitat for Humanity сприяє будівництву та покращенню житла для сімей із низьким рівнем доходу або соціально незахищених верств населення. Житло будується за допомогою волонтерської праці, включаючи працю власників житла через концепцію капітал поту, а також із залученням оплачуваних підрядників для виконання певних будівельних чи інфраструктурних робіт за необхідності. Організація не отримує прибутку від продажу житла.
Фінансування діяльності організації здійснюється за рахунок підтримки приватних осіб, філантропічних фондів, корпорацій, державних установ та медійних кампаній.
Станом на 11 грудня 2024 року організація отримала оцінку довіри 46/100 («Будьте обережні») та рейтинг прозорості "C" від MinistryWatch — християнської організації, що відстежує діяльність благодійних організацій.

## Історія
Habitat for Humanity бере свій початок із заснування Humanity Fund адвокатом Міллардом Фуллером, його дружиною Ліндою та баптистським теологом і фермером Кларенсом Джорданом у 1968 році на фермі Коїнонія — міжкультурній християнській громаді фермерів у окрузі Самтер, штат Джорджія, США. Завдяки коштам було збудовано 42 будинки на фермі Коїнонія для сімей, які цього потребували. У 1973 році подружжя Фуллерів вирішило випробувати цю концепцію на місії Християнської Церкви (Учні Христа) у Мбандаці (Демократична Республіка Конго). Після трьох успішних років Фуллери повернулися до США і заснували Habitat for Humanity у 1976 році.
На початку 1984 року Міллард Фуллер залучив до співпраці людину, яка стала найвідомішим волонтером Habitat for Humanity — президента Джиммі Картера. Уродженець міста Плейнс, штат Джорджія, розташованого всього за кілька миль від штаб-квартири Habitat у Амерікусі, Джорджія, Картер не лише надав новій некомерційній організації своє ім'я та репутацію, але й власні ресурси. Джиммі та Розалін Картер регулярно робили фінансові внески, але найважливішим їхнім внеском стало створення «Проєкту Джиммі Картера» — щорічного тижневого заходу, присвяченого будівництву будинків Habitat по всьому світу. Подружжя Картерів брало активну участь у цих заходах, які згодом почали залучати тисячі волонтерів щороку.
Участь Картерів у діяльності Habitat for Humanity сприяла ще більш стрімкому зростанню організації. Станом на 2003 рік осередки Habitat у всьому світі побудували понад 150 000 будинків і працювали в 92 країнах.
У 2022 році в Темпі, штат Аризона, Habitat for Humanity використала 3D-друк для створення стін будинку через нестачу робочої сили.

## Поточні програми

### «Дотик доброти» (A Brush With Kindness)
Програма Habitat for Humanity «Дотик доброти» (A Brush With Kindness) є локальною ініціативою, спрямованою на підтримку малозабезпечених власників житла, які мають труднощі з утриманням зовнішнього вигляду своїх будинків. Ця програма пропонує комплексний підхід до забезпечення доступного житла та підтримки як окремих сімей, так і громад. Групи волонтерів допомагають власникам будинків з обслуговуванням екстер’єру. Це зазвичай включає фарбування, незначний ремонт фасадів, озеленення, утеплення та прибирання території навколо будинку.

## Допомога Україні
У листопаді 2023 року організація надала допомогу 9 прихисткам у Львівській області, в яких проживало близько 1000 внутрішньо переміщених осіб. Зокрема було надано допомогу в вигляді меблів на суму 2,6 млн грн.
Згідно з даними Львівської ОДА, Habitat for Humanity надавала допомогу зі житлом для українців в Німеччині, Польщі, Румунії, Словаччині та Угорщині. Habitat for Humanity Poland, польський підрозділ організації, надавав допомогу українським біженцям у пошуку та оренді житла в Польщі. Habitat for Humanity Poland також співпрацював з фундацією Biedronka для надання житла українським родинами.